# ICD-10 第8章:耳および乳様突起の疾患
本項は、『疾病及び関連保健問題の国際統計分類』第10版（ICD-10）の「第8章:耳および乳様突起の疾患」の一覧である。

## H60-H95 - 耳及び乳様突起の疾患

### (H60-H62)外耳疾患
- H60　外耳炎
  - H60.0　外耳の膿瘍
  - H60.1　外耳の蜂巣炎<蜂窩織炎>
  - H60.2　悪性外耳炎
  - H60.3　その他の感染性外耳炎
  - H60.4　外耳道真珠腫(症)
  - H60.5　急性外耳炎，非感染性
  - H60.8　その他の外耳炎
  - H60.9　外耳炎，詳細不明
- H61　その他の外耳障害
  - H61.0　外耳の軟骨膜炎
  - H61.1　耳介の非感染性障害
  - H61.2　耳垢栓塞
  - H61.3　後天性外耳道狭窄(症)
  - H61.8　その他の明示された外耳障害
  - H61.9　外耳障害，詳細不明
- H62　他に分類される疾患における外耳障害
  - H62.0　他に分類される細菌性疾患における外耳炎
  - H62.1　他に分類されるウイルス疾患における外耳炎
  - H62.2　真菌症における外耳炎
  - H62.3　他に分類されるその他の感染症及び寄生虫症における外耳炎
  - H62.4　他に分類されるその他の疾患における外耳炎
  - H62.8　他に分類される疾患におけるその他の外耳障害

### (H65-H75)中耳及び乳様突起の疾患
- H65　非化膿性中耳炎
  - H65.0　急性滲出性中耳炎
  - H65.1　その他の急性非化膿性中耳炎
  - H65.2　慢性滲出性中耳炎
  - H65.3　慢性粘液性中耳炎
  - H65.4　その他の慢性非化膿性中耳炎
  - H65.9　非化膿性中耳炎，詳細不明
- H66　化膿性及び詳細不明の中耳炎
  - H66.0　急性化膿性中耳炎
  - H66.1　慢性耳管鼓室化膿性中耳炎
  - H66.2　慢性上鼓室乳突洞化膿性中耳炎
  - H66.3　その他の慢性化膿性中耳炎
  - H66.4　化膿性中耳炎，詳細不明
  - H66.9　中耳炎，詳細不明
- H67　他に分類される疾患における中耳炎
  - H67.0　他に分類される細菌性疾患における中耳炎
  - H67.1　他に分類されるウイルス疾患における中耳炎
  - H67.8　他に分類されるその他の疾患における中耳炎
- H68　耳管炎及び耳管閉塞
  - H68.0　耳管炎
  - H68.1　耳管閉塞
- H69　その他の耳管障害
  - H69.0　耳管開放(症)
  - H69.8　その他の明示された耳管障害
  - H69.9　耳管障害，詳細不明
- H70　乳(様)突(起)炎及び関連病態
  - H70.0　急性乳(様)突(起)炎
  - H70.1　慢性乳(様)突(起)炎
  - H70.2　錐体尖(端)炎
  - H70.8　その他の乳(様)突(起)炎及び関連病態
  - H70.9　乳(様)突(起)炎，詳細不明
- H71　中耳真珠腫
- H72　鼓膜穿孔
  - H72.0　中心性鼓膜穿孔
  - H72.1　上鼓室(鼓膜)穿孔
  - H72.2　その他の辺縁性鼓膜穿孔
  - H72.8　その他の鼓膜穿孔
  - H72.9　鼓膜穿孔，詳細不明
- H73　鼓膜のその他の障害
  - H73.0　急性鼓膜炎
  - H73.1　慢性鼓膜炎
  - H73.8　鼓膜のその他の明示された障害
  - H73.9　鼓膜の障害，詳細不明
- H74　中耳及び乳様突起のその他の障害
  - H74.0　鼓室硬化症
  - H74.1　癒着性中耳疾患
  - H74.2　耳小骨連鎖の離断及び変位
  - H74.3　耳小骨のその他の後天性異常
  - H74.4　中耳のポリープ
  - H74.8　中耳及び乳様突起のその他の明示された障害
  - H74.9　中耳及び乳様突起の障害，詳細不明
- H75　他に分類される疾患における中耳及び乳様突起のその他の障害
  - H75.0　他に分類される感染症及び寄生虫症における乳(様)突(起)炎
  - H75.8　他に分類される疾患における中耳及び乳様突起のその他の明示された障害

### (H80-H83)　内耳疾患
- H80　耳硬化症
  - H80.0　前庭窓<卵円窓>を障害する非閉塞性耳硬化症
  - H80.1　前庭窓<卵円窓>を障害する閉鎖性耳硬化症
  - H80.2　蝸牛耳硬化症
  - H80.8　その他の耳硬化症
  - H80.9　耳硬化症，詳細不明
- H81　前庭機能障害
  - H81.0　メニエール病
  - H81.1　良性発作性めまい<眩暈(症)>
  - H81.2　前庭神経炎
  - H81.3　その他の末梢性めまい<眩暈(症)>
  - H81.4　中枢性めまい<眩暈(症)>
  - H81.8　その他の前庭機能障害
  - H81.9　前庭機能障害，詳細不明
- H82　他に分類される疾患におけるめまい<眩暈>症候群
- H83　その他の内耳疾患
  - H83.0　迷路炎
  - H83.1　迷路瘻(孔)
  - H83.2　迷路機能異常
  - H83.3　騒音による内耳障害
  - H83.8　その他の明示された内耳疾患
  - H83.9　内耳疾患，詳細不明

### (H90-H95)　耳のその他の障害
- H90　伝音及び感音難聴
  - H90.0　両側性伝音難聴
  - H90.1　一側性伝音難聴，反対側の聴力障害を伴わないもの
  - H90.2　伝音難聴，詳細不明
  - H90.3　両側性感音難聴
  - H90.4　一側性感音難聴，反対側の聴力障害を伴わないもの
  - H90.5　感音難聴，詳細不明
  - H90.6　両側性混合難聴
  - H90.7　片側性混合難聴，反対側の聴力障害を伴わないもの
  - H90.8　混合難聴，詳細不明
- H91　その他の難聴
  - H91.0　聴器毒性難聴
  - H91.1　老人性難聴
  - H91.2　突発性難聴(特発性)
  - H91.3　ろうあ<聾唖>，他に分類されないもの
  - H91.8　その他の明示された難聴
  - H91.9　難聴，詳細不明
- H92　耳痛及び耳内貯留
  - H92.0　耳痛
  - H92.1　耳漏
  - H92.2　耳出血
- H93　耳のその他の障害，他に分類されないもの
  - H93.0　耳の変性障害及び血管障害
  - H93.1　耳鳴
  - H93.2　その他の(感音性)聴覚異常
  - H93.3　聴神経障害
  - H93.8　耳のその他の明示された障害
  - H93.9　耳の障害，詳細不明
- H94　他に分類される疾患における耳のその他の障害
  - H94.0　他に分類される感染症及び寄生虫症における聴神経炎
  - H94.8　他に分類される疾患における耳のその他の明示された障害
- H95　耳及び乳様突起の処置後障害，他に分類されないもの
  - H95.0　乳突洞削開術後腔の再発性真珠腫
  - H95.1　乳突洞削開術に続発するその他の障害
  - H95.8　耳及び乳様突起のその他の処置後障害
  - H95.9　耳及び乳様突起の処置後障害，詳細不明